# L.E.G.I.O.N.
L.E.G.I.O.N. (acronimo di Licensed Extra-Governmental Interstellar Operatives Network) è un corpo di polizia interstellare dell'universo immaginario della DC Comics, ideato nel 1989 in seguito al crossover Invasione! e protagonista di una testata omonima edita tra il 1989 e il 1994. Successivamente, come conseguenza di un altro crossover, Ora zero, la testata fu sostituita da R.E.B.E.L.S. (Revolutionary Elite Brigade to Eradicate L.E.G.I.O.N. Supremacy, con gli stessi personaggi) per 18 numeri fino al 1996. Caratteristica del nome di queste testate era l'inclusione dell'anno di uscita: L.E.G.I.O.N. '89, L.E.G.I.O.N. '90, L.E.G.I.O.N. '91, L.E.G.I.O.N. '92, L.E.G.I.O.N. '93, L.E.G.I.O.N. '94, R.E.B.E.L.S. '94, R.E.B.E.L.S. '95 e R.E.B.E.L.S. '96.
Nel 2005 il gruppo venne poi ricreato durante la miniserie Adam Strange a opera di Andy Diggle e Pasqual Ferry.

## Storia editoriale
Al gruppo di personaggi venne dedicata una serie regolare nel 1989 edita per 70 numeri fino al 1994. La testata venne poi sostituita da R.E.B.E.L.S.

### Pubblicazioni
- L.E.G.I.O.N. '89 1-10 (febbraio - dicembre 1989)
- L.E.G.I.O.N. '90 11-22 (gennaio - dicembre 1990)
- Adventures of Superman Annual 2 (1990)
- L.E.G.I.O.N. '90 Annual 1 (1990)
- L.E.G.I.O.N. '91 23-34 (gennaio - dicembre 1991)
- Who's Who in the DC Universe 11 (luglio 1991)
- L.E.G.I.O.N. '91 Annual 2 (1991)
- L.E.G.I.O.N. '92 35-47 (gennaio - dicembre 1992)
- Adventures of Superman Annual 4 (1992)
- L.E.G.I.O.N. '92 Annual 3 (1992)
- L.E.G.I.O.N. '93 48-61 (gennaio - dicembre 1993)
- Who's Who in the DC Universe '93 Update 2 (gennaio 1993)
- The Darkstars 11-12 (agosto - settembre 1993)
- Green Lantern 44-45 (agosto - settembre 1993)
- L.E.G.I.O.N. '93 Annual 4 (1993)
- L.E.G.I.O.N. '94 62-70 (gennaio - settembre 1994)
- Showcase '96 10 (novembre 1996)
- Showcase '96 12 (inverno 1996)
- JLA in Crisis! Secret Files & Origins (settembre 1998)

### In lingua italiana
- Who's Who 11
- American Heroes 18-27 (maggio 1993 - febbraio 1994)
- Lobo 1-9 (marzo - dicembre 1994)
- Lobo 11-14 (febbraio - maggio 1995)
- DC Collection 4 (febbraio 1995)
- JLA: Secret Files (agosto 1999)

## Ex-componenti
- Lobo
- Segreta
- Strata
- Lyrissa Mallor
- Lydea Mallor
- Capitan Comet
- Garryn Bek
- Lady Quark
- Phase
- Telepate
- Lyrl Dox
- Layla